# Maďarsko na Letních olympijských hrách 1936
Maďarsko na Letních olympijských hrách v roce 1936 v německém Berlíně reprezentovala výprava 216 sportovců (197 mužů a 19 žen) v 21 sportech.

## Medailisté
| Medaile | Jméno | Sport                | Soutěž                                         |
| ------- | --- | -------------------- | ---------------------------------------------- |
| Zlato   | Kálmán Hazai Márton Homonnay Oliver Halassy Jenö Brandi Mihály Bozsi János Németh István Molnár György Kutasi Sándor Tarics Miklós Sárkány | Vodní pólo           | Družstvo mužů                                  |
| Zlato   | Ferenc Csik | Plavání              | Muži 100 m volný způsob                        |
| Zlato   | Ibolya Csáková | Atletika             | Ženy skok do výšky                             |
| Zlato   | Imre Harangi | Box                  | Muži Lehká váha do 61,2 kg                     |
| Zlato   | Ilona Eleková | Šerm                 | Ženy jednotlivci fleret                        |
| Zlato   | Endre Kabos | Šerm                 | Muži jednotlivci šavle                         |
| Zlato   | Pál Kovács Tibor Berczelly Imre Rajczy Aladár Gerevich Endre Kabos László Rajcsányi                                                        | Šerm                 | Družstvo mužů šavle                            |
| Zlato   | Márton Lõrincz | Zápas                | muži, řecko-římský do 56 kg                    |
| Zlato   | Ödön Zombori | Zápas                | muži, volný styl do 56 kg                      |
| Zlato   | Károly Kárpáti | Zápas                | muži, volný styl do 66 kg                      |
| Stříbro | Ralph Berzsenyi | Sportovní střelba    | Muži 50 metrů libovolná malorážka 60 ran vleže |
| Bronz   | Árpad Lengyel Oszkár Abay-Nemes Ödön Gróf Ferenc Csik                                                                                      | Plavání              | Muži štafeta 4×200 m volný styl                |
| Bronz   | József von Platthy | Jezdectví            | Muži parkurové skákání – jednotlivci           |
| Bronz   | Aladár Gerevich | Šerm                 | Muži jednotlivci šavle                         |
| Bronz   | Margit Csillik Margit Kalocsai Ilona Madary Gabriella Meszáros Margit Nagy Olga Tőrös Judit Tóth Eszter Voit                               | Sportovní gymnastika | Družstvo žen                                   |
| Bronz   | József Palotás | Zápas                | muži, řecko-římský do 79 kg                    |